# Mecze piłkarskie Polska – Niemcy
Mecze piłkarskie Polska – Niemcy – zestawienie meczów pomiędzy reprezentacjami Polski i Niemiec.

## Mecze
- 03.12.1933, Berlin: Niemcy 1:0 Polska (Rasselnberg)
- 09.09.1934, Warszawa: Polska 2:5 Niemcy (Wilimowski, Pazurek – Lehner 2, Hohmann, Siffling, Szepan)
- 15.09.1935, Wrocław: Niemcy 1:0 Polska (Conen)
- 13.09.1936, Warszawa: Polska 1:1 Niemcy (Hohmann – Wodarz)
- 18.09.1938, Chemnitz: Niemcy 4:1 Polska (Gauchel 3, Schön – Peterek)
- 20.05.1959, Hamburg: NRF 1:1 Polska (Stein – Baszkiewicz)
- 08.10.1961, Warszawa: Polska 0:2 NRF (Brülls, Haller)
- 10.10.1971, Warszawa: Polska 1:3 RFN (Gadocha – G.Müller 2, Grabowski) – eliminacje Mistrzostw Europy 1972
- 17.11.1971, Hamburg: RFN 0:0 Polska – eliminacje Mistrzostw Europy 1972
- 03.07.1974, Frankfurt nad Menem: RFN 1:0 Polska (G.Müller) – Mistrzostwa Świata 1974

- 01.06.1978, Buenos Aires (Argentyna): Polska 0:0 RFN – Mistrzostwa Świata 1978
- 13.05.1980, Frankfurt nad Menem: RFN 3:1 Polska (Rummenigge, K.Allofs, Schuster – Boniek)
- 02.09.1981, Chorzów: Polska 0:2 RFN (Fischer, Rummenigge)
- 04.09.1996, Zabrze: Polska 0:2 Niemcy (Bierhoff, Klinsmann)
- 14.06.2006, Dortmund: Niemcy 1:0 Polska (Neuville) – Mistrzostwa Świata 2006
- 08.06.2008, Klagenfurt (Austria): Niemcy 2:0 Polska (Podolski 2) – Mistrzostwa Europy 2008
- 06.09.2011, Gdańsk: Polska 2:2 Niemcy (Lewandowski, Błaszczykowski – Kroos, Cacau)
- 13.05.2014, Hamburg: Niemcy 0:0 Polska
- 11.10.2014, Warszawa: Polska 2:0 Niemcy (Milik, Mila) – eliminacje Mistrzostw Europy 2016

- 04.09.2015, Frankfurt nad Menem: Niemcy 3:1 Polska (Müller, Götze 2 – Lewandowski) – eliminacje Mistrzostw Europy 2016
- 16.06.2016, Saint-Denis (Francja): Niemcy 0:0 Polska – Mistrzostwa Europy 2016
- 16.06.2023, Warszawa: Polska 1:0 Niemcy[1] (Kiwior)

## Bilans
Opracowane na podstawie źródeł, stan na 17 czerwca 2023.
| Rozgrywki            | Runda            | Mecze | Mecze  | Mecze | Mecze  | Gole   | Gole   |
| Rozgrywki            | Runda            | M     | Polska | R     | Niemcy | Polska | Niemcy |
| -------------------- | ---------------- | ----- | ------ | ----- | ------ | ------ | ------ |
| Mistrzostwa Świata   | Eliminacje       | –     | –      | –     | –      | –      | –      |
| Mistrzostwa Świata   | Turniej finałowy | 3     | 0      | 1     | 2      | 0      | 2      |
| Mistrzostwa Europy   | Eliminacje       | 4     | 1      | 1     | 2      | 4      | 6      |
| Mistrzostwa Europy   | Turniej finałowy | 2     | 0      | 1     | 1      | 0      | 2      |
| Igrzyska olimpijskie | Eliminacje       | –     | –      | –     | –      | –      | –      |
| Igrzyska olimpijskie | Turniej finałowy | –     | –      | –     | –      | –      | –      |
| Mecze towarzyskie    | –                | 13    | 1      | 4     | 8      | 9      | 24     |
| Ogółem               | –                | 22    | 2      | 7     | 13     | 13     | 34     |